# Дім (фільм, 2008)
«Дім» (англ. Home) — копродукційний драматичний фільм 2008 року, повнометражний режисерський дебют Урсули Маєр з Ізабель Юппер та Олів'є Гурме в головних ролях. Світова прем'єра стрічки відбулася 18 травня 2008 на 61-му Каннському міжнародному кінофестивалі, де вона брала участь в програмі спеціальних показів Міжнародного тижня критики.
Фільм став володарем низки фестивальних та професійних кінонагород, зокрема був номінантом на отримання французької національної кінопремії «Сезар» за найкращу операторську роботу, художнє оформлення та найкращий дебют, а також на премію «Оскар» від Швейцарії в категорії «Найкращий фільм іноземною мовою».

## Сюжет
Подружжя Марта (Ізабель Юппер) і Мішель (Олів'є Гурме) з дітьми живуть у тихій сільській місцині, за кілька метрів від недобудованого автобану. Сім'я звикла вважати пустельне шосе продовженням своїх володінь, але в один прекрасний день хтось нагорі вирішує, що дорогу слід добудувати й запустити в експлуатацію.
Незабаром шосе заповнюється потоками машин, спокій змінюється скаженим ритмом життя, і життя в будинку стає нестерпним — цілодобовий гуркіт, пил, вихлопні гази… Проте, сім'я не поспішає залишати насиджене місце. Молодша дочка Марти і Мішеля, Маріон (Мадлен Бадд), маніакально наводить лад у домі. Старша, Жудіт (Аделаїда Леру), продовжує жити так, ніби нічого не сталося: вона як і раніше засмагає в бікіні на галявині перед будинком, ігноруючи здивовані погляди автомобілістів.
Одного разу Жудіт йде з дому і не повертається. Решта сім'ян продовжує боротьбу з брудом і шумом: забивають вікна, затикають вентиляційні отвори, своїми руками будуючи для себе в'язницю.

## У ролях
| • Ізабель Юппер      | … | Марта            |
| • Олів'є Гурме       | … | Мішель           |
| • Аделаїда Леру      | … | Жудіт            |
| • Мадлен Бадд        | … | Маріон           |
| • Кейсі Моттет Кляйн | … | Жульєн           |
| • Рено Рівіє         | … | дружок Жульєна 1 |
| • Кіліан Торрент     | … | дружок Жульєна 2 |
| • Ніколас Дель Сордо | … | дружок Жульєна 3 |
| • Г'юго Сейнт-Джеймс | … | дружок Жульєна 4 |
| • Вірджил Берсе      | … | дружок Жульєна 5 |
| • Івайло Іванов      | … | сміттяр          |

## Знімальна група
- Автори сценарію — Урсула Маєр, Антуан Жаккуд, Рафаел Деплешен, Жиль Торан, Олів'є Лорель, Аліс Винокур
- Режисер-постановник — Урсула Маєр
- Продюсери — Дені Делькамп, Деніс Фрейд, Тьєррі Спіше, Єлена Татті
- Співпродюсер — Ізабель Трюк
- Асистент продюсера — Елоді Бруннер
- Оператор — Аньєс Годар
- Монтаж — Франсуа Гедіж'є, Неллі Кветьє, Сюзанна Россберг
- Художник-декоратор — Іван Нікласс
- Художник з костюмів — Анна ван Брі
- Підбір акторів — Бріжит Модон

## Виробництво
Зйомки фільму проходили в Болгарії, на одному із закритих на ремонт шосе, пошук якого відбувався по всій Європі. Сама дорога вже була побудована, а знімальна група розташувала будинок поруч з дорогою, яка в той час не використовувалася.

## Нагороди та номінації
| Список нагород та номінацій                | Список нагород та номінацій | Список нагород та номінацій                     | Список нагород та номінацій | Список нагород та номінацій | Список нагород та номінацій |
| Кінофестиваль/Кінопремія                   | Рік                         | Категорія                                       | Номінант(и)                 | Результат                   | Дж                          |
| ------------------------------------------ | --------------------------- | ----------------------------------------------- | --------------------------- | --------------------------- | --------------------------- |
| Братиславський міжнародний кінофестиваль   | 2008                        | Гран-прі                                        | Дім                         | Номінація                   |                             |
| Міжнародний кінофестиваль у Мар-дель-Плата | 2008                        | Найкращий фільм — міжнародний конкурс           | Дім                         | Номінація                   |                             |
| Міжнародний кінофестиваль у Мар-дель-Плата | 2008                        | Найкраща акторка                                | Ізабель Юппер               | Перемога                    |                             |
| Міжнародний кінофестиваль у Мар-дель-Плата | 2008                        | Нагорода ADF за найкращу операторську роботу    | Аньєс Годар                 | Перемога                    |                             |
| Міжнародний кінофестиваль у Рейк'явіку     | 2008                        | Приз Fipresci                                   | Дім                         | Перемога                    |                             |
| Швейцарська кінопремія                     | 2009                        | Найкращий фільм                                 | 'Дім                        | Перемога                    |                             |
| Швейцарська кінопремія                     | 2009                        | Найкращий сценарій                              | Урсула Маєр, Антуан Жаккуд  | Перемога                    |                             |
| Швейцарська кінопремія                     | 2009                        | Найкращий молодий талановитий актор або акторка | Кейсі Моттет Кляйн          | Перемога                    |                             |
| Премія «Сезар»                             | 2009                        | Найкращий дебютний фільм                        | Дім                         | Номінація                   |                             |
| Премія «Сезар»                             | 2009                        | Найкраща операторська робота                    | Аньєс Годар                 | Номінація                   |                             |
| Премія «Сезар»                             | 2009                        | Найкращі декорації                              | Іван Нікласс                | Номінація                   |                             |
| Премія «Люм'єр»                            | 2009                        | Найкращий оператор                              | Аньєс Годар                 | Перемога                    |                             |